# Polystichum centronepalense
Polystichum centronepalense är en träjonväxtart som beskrevs av Fraser-jenk. och Tamang. Polystichum centronepalense ingår i släktet Polystichum och familjen Dryopteridaceae. Inga underarter finns listade.